# 埃内斯特·瓦列耶夫
埃内斯特·阿卜杜洛维奇·瓦列耶夫（羅馬化：Ernest Abdulovich Valeyev；1950年4月7日—）俄罗斯政治人物，第六届、第七届、第八届国家杜马代表。
18岁时，瓦列耶夫在苏联武装部队服役。1974年从乌拉尔国立法律大学毕业后，他被分配到秋明州当地检察官办公室工作。1976年，他成为尤尔金斯科耶区检察官。1988年至1993年，他担任第一副地区检察官。1993年至2007年，他担任秋明州检察官。他于2007年2月2日离职，并被任命为俄罗斯联邦副总检察长尤里·柴卡的顾问。2011年12月4日，他当选为秋明州选区第六届国家杜马代表。2016年和2021年分别连任第七届和第八届国家杜马议员。

## 制裁
瓦列耶夫于2022年因俄乌战争而受到英国政府制裁。